# Saint-Germain-de-la-Coudre
Saint-Germain-de-la-Coudre är en kommun i departementet Orne i regionen Normandie i nordvästra Frankrike. Kommunen ligger i kantonen Le Theil som tillhör arrondissementet Mortagne-au-Perche. År 2022 hade Saint-Germain-de-la-Coudre 828 invånare.

## Befolkningsutveckling
Antalet invånare i kommunen Saint-Germain-de-la-Coudre
| Referens: INSEE |